# Clubiona marusiki
Clubiona marusiki är en spindelart som beskrevs av Mikhailov 1990. Clubiona marusiki ingår i släktet Clubiona och familjen säckspindlar. Inga underarter finns listade i Catalogue of Life.